# Gare de Garchizy
Gare de Garchizy – przystanek kolejowy w Garchizy, w departamencie Nièvre, w regionie Burgundia-Franche-Comté, we Francji.
Jest przystankiem kolejowym Société nationale des chemins de fer français (SNCF), obsługiwanym przez pociągi TER Bourgogne.

## Położenie
Znajduje się na wysokości 176 m n.p.m., na km 243,958 linii Moret – Lyon, pomiędzy stacjami Pougues-les-Eaux i Fourchambault.

## Usługi
Jest obsługiwana przez pociągi TER Bourgogne na trasie Cosne - Nevers.